# Carl Auerbach

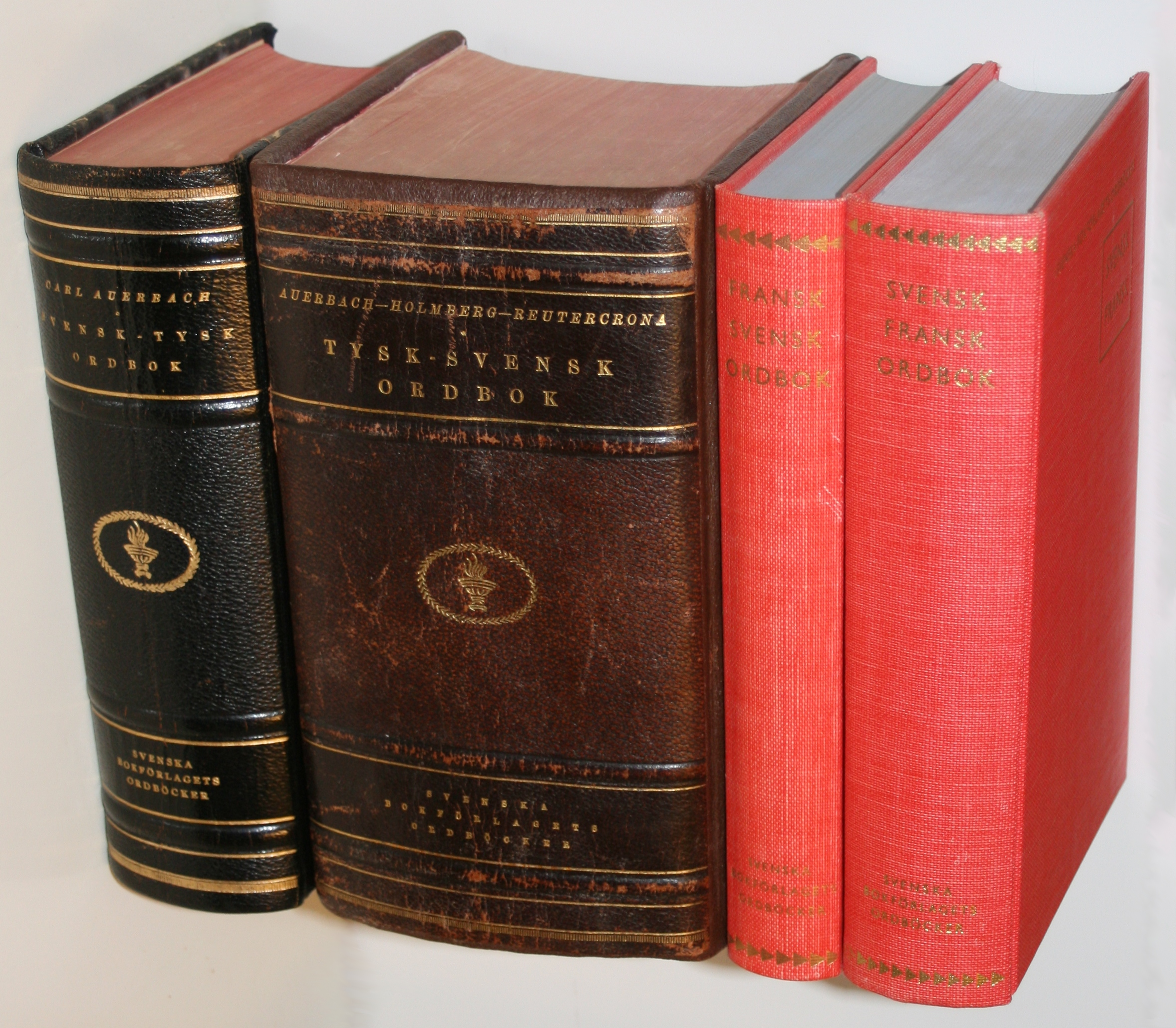
De bruna ryggarna av Svensk-tysk (1928; 1529 sidor) och Tysk-svensk ordbok (1932; 2880 sidor) av Carl Auerbach, bredvid senare fransk-svensk och svensk-fransk ordbok av andra författare.

Carl Auerbach, född 16 februari 1856 i Küstrin i Brandenburg, död 1 februari 1922, var verksam i Stockholm som lärare i tyska språket och utgivare av svensk-tyska ordböcker och läroböcker. Han blev 1893 lärare vid Schartaus handelsinstitut och 1897 vid Stockholms borgarskola.